# Yoshinobu Ishikawa

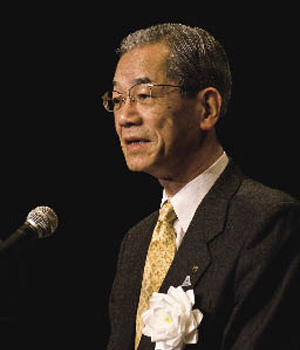
Yoshinobu Ishikawa

Yoshinobu Ishikawa (japanisch 石川 嘉延 Ishikawa Yoshinobu; * 24. November 1940 in Sazuka, Ogasa-gun (heute: Kakegawa), Präfektur Shizuoka) ist ein japanischer Politiker und ehemaliger Gouverneur der Präfektur Shizuoka.

## Leben und Wirken
Ishikawa schloss 1964 sein Studium an der rechtswissenschaftlichen Fakultät der Universität Tokio ab. Anschließend wurde er Beamter im Innenministerium. 1993 verließ er das Ministerium und kandidierte erfolgreich für die Nachfolge des aus gesundheitlichen Gründen zurückgetretenen Gouverneurs Saitō Shigeyoshi. Er wurde danach dreimal wiedergewählt.
Als Gouverneur setzte sich Ishikawa bei der JR Tōkai für eine bessere Bahnanbindung der Präfektur an die Kantō-Region und für Großprojekte der Infrastruktur ein. Er befürwortete den Bau des neuen Großflughafens Shizuoka (Eröffnung: 4. Juli 2009), wollte dazu aber auch eine Volksbefragung durchführen, die jedoch von der LDP-Mehrheit im Präfekturparlament abgelehnt wurde. Er setzte sich auch für den Bau einer neuen Autobahn zwischen Tokio und Nagoya als Entlastung für die existierende Tōmei-Autobahn ein, deren Planung jedoch 2001 von Premierminister Jun’ichirō Koizumi verworfen wurde.
2002 erhielt Ishikawa landesweite Aufmerksamkeit, nachdem er von Gegnern der Einführung einer nationalen Einwohnermeldedatenbank Drohbriefe mit Gewehrpatronen erhalten hatte. Ähnliche Briefe waren auch an Premierminister Koizumi und andere Gouverneure und Bürgermeister verschickt worden.
Im März 2009 stellte Ishikawa im Falle einer verspäteten Inbetriebnahme des Flughafens Shizuoka seinen Rücktritt in Aussicht. Die Eröffnung musste um drei Monate in den Juni 2009 verschoben werden, nachdem entdeckt worden war, dass nahestehende Bäume wegen der Sicherheitsvorschriften des Luftfahrtgesetzes entgegen früheren Annahmen gefällt werden müssten. Nach einer erneuten Prüfung, die die Verspätung bestätigte, reichte er seine Rücktrittserklärung beim Präsidenten des Präfekturparlaments am 19. Mai 2009 ein. Er blieb bis zum 17. Juni 2009 im Amt. Bei der Gouverneurswahl am 5. Juli 2009 wurde Heita Kawakatsu zu seinem Nachfolger gewählt.